# Denys Paris
Denys Paris est un comédien québécois né en 1955 à Montréal (Québec). Il est surtout connu pour son rôle de « Ti-Coune » dans Le Temps d'une paix.

## Biographie
Denys Paris est diplômé du Conservatoire d'art dramatique de Montréal, promotion 1978.